# 寝屋川市立第五小学校
寝屋川市立第五小学校（ねやがわしりつ だいごしょうがっこう）は、大阪府寝屋川市成田西町にある公立小学校。

## 沿革
- 1952年 - 寝屋川市立北小学校より分離開校、学校給食開始
- 1963年 - 養護学級開設
- 1981年 - 新プール竣工
- 1984年 - 養護学級増設
- 1985年 - 校内テレビ放送開始
- 2005年 - 教育特区による国際コミュニケーション科の学習開始

## 通学区域
- 寝屋川市 菅相塚町、香里本通町、郡元町、境橋町、末広町、成田町、成田西町、成田東町、東香里園町、美井町、美井元町、三井南町（一部）、成田東が丘（一部）、成田南町（一部）

## 交通
- 京阪本線 香里園駅

## 出身者
- 奥村政佳（RAGFAIR・気象予報士）
- 藤本敏史（FUJIWARA）
- ごっきん(yonige)